# Kapelle (Weste)

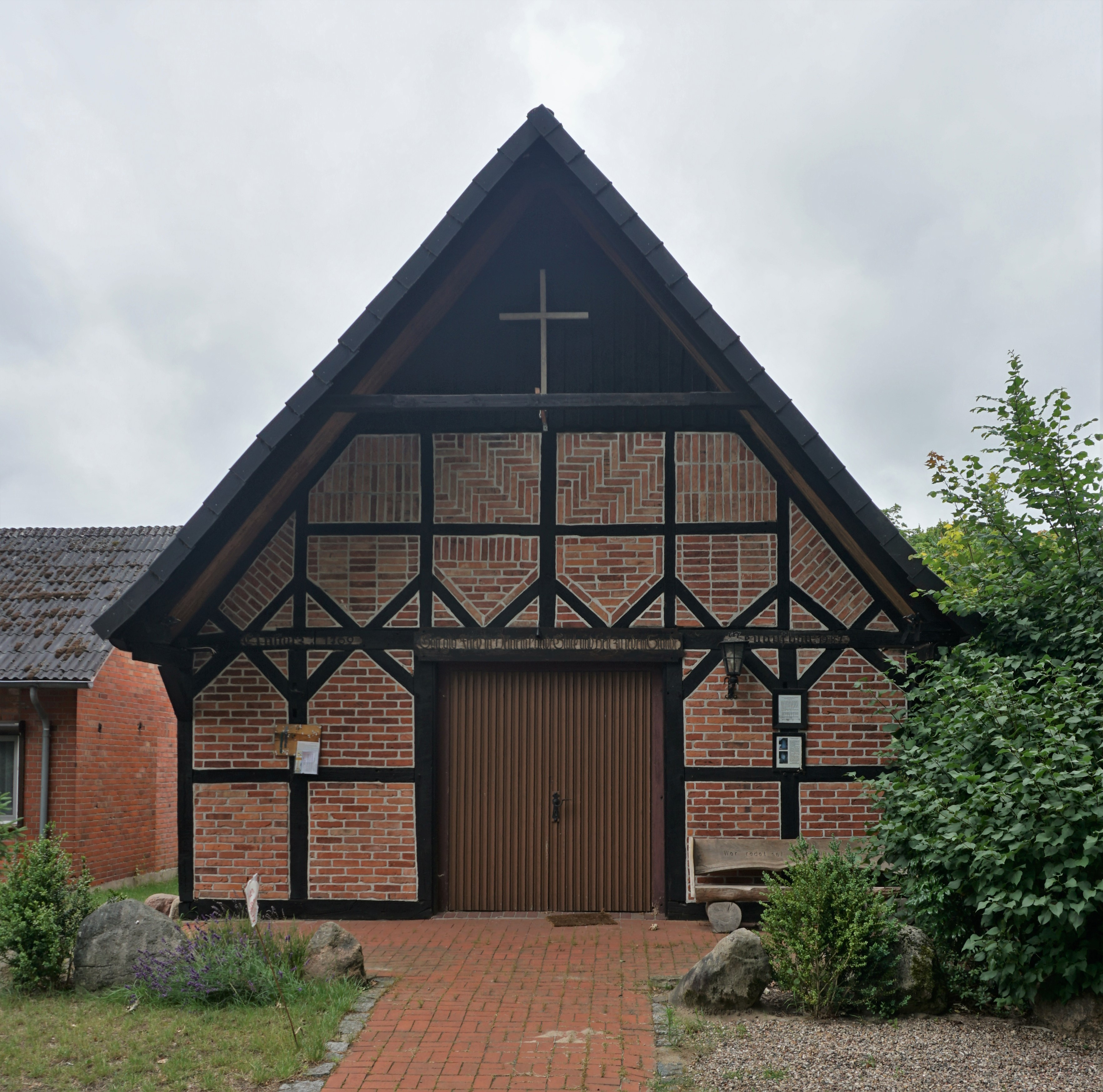
Kapelle zu Weste

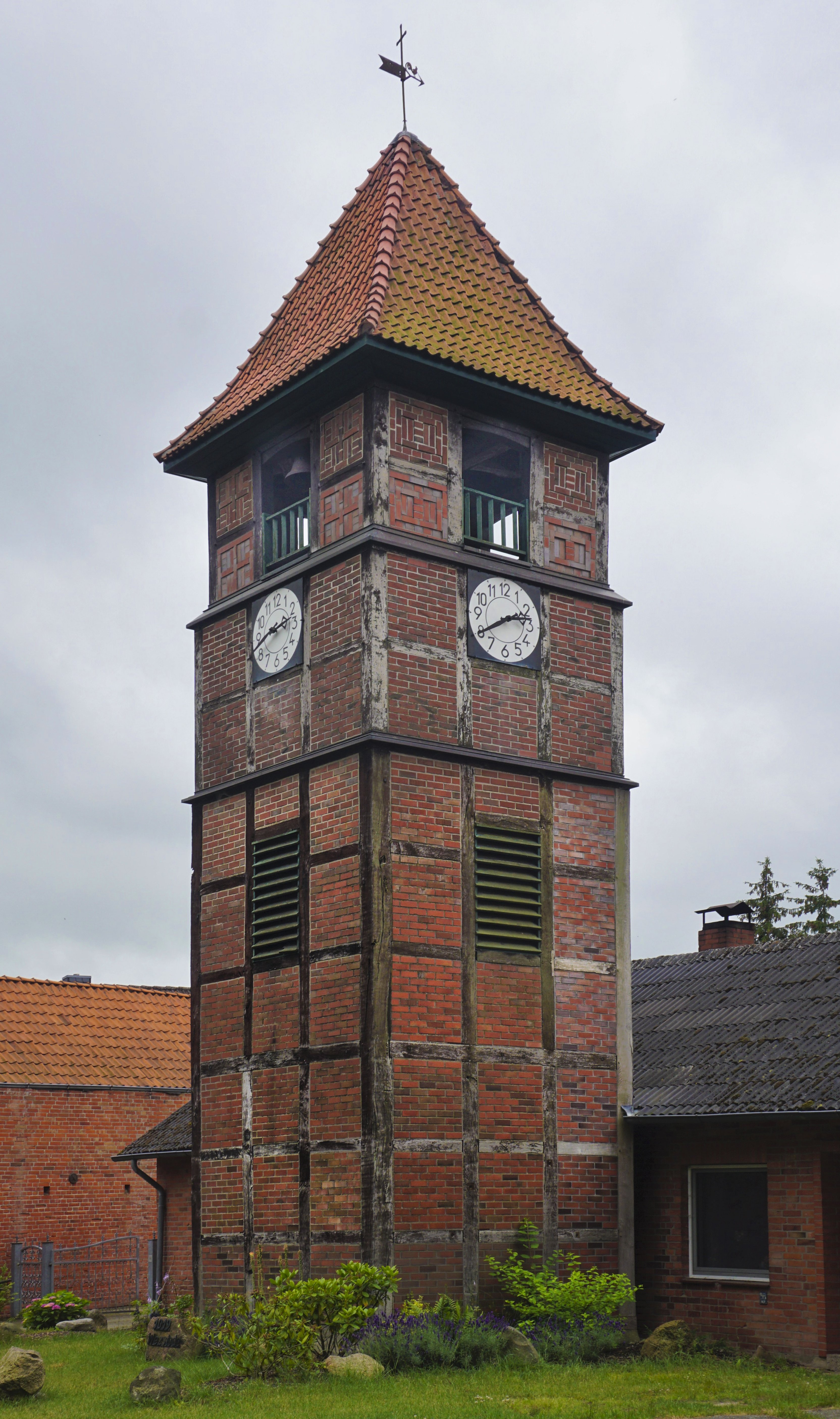
Glockenturm

Die evangelisch-lutherische Kapelle zu Weste steht in Weste, Bevensen-Ebstorf, im niedersächsischen Landkreis Uelzen.

## Lage
Die Kapelle liegt in der Ortsmitte, direkt an der örtlichen Dorfstraße. Der Glockenturm steht wenige Meter südlich und schließt an ein Wohngebäude an. Nördlich und westlich ist sie von Bäumen und Büschen umgeben.

## Geschichte
In Weste bestanden vor dem heutigen Kapellenbau bereits zwei Kapellen, die nicht mehr erhalten sind. Die erste wurde im 10. Jahrhundert errichtet. Der direkte Vorgängerbau der heutigen Kapelle stürzte 1769 ein und wurde abgetragen. Der freistehende Glockenturm war weiterhin funktionsfähig; er wurde 1841 durch einen schlanken Glockenturm in Fachwerkbauweise ersetzt, in dem sich die Glocke des Vorgängerbaus befindet. 1951 wurde der Turm aufgestockt. Er steht unter Denkmalschutz.
Im Juni 1986 wurde ein Verein für den Neubau einer Kapelle gegründet, der in Eigenleistung und durch Hilfe von Spenden 1987 von April bis Juni die heutige Kapelle errichtete. Diese ist ein kleiner Fachwerkbau, dessen Satteldach mit roten Ziegeln gedeckt ist.

## Geläut
Die Glocke wurde im Jahr 1510 vom Glockengießer van der Heide in Lüneburg gegossen. Sie wurde im Zweiten Weltkrieg zunächst beschlagnahmt und  wurde allerdings nicht wie ursprünglich geplant eingeschmolzen. Stattdessen verblieb sie im Hamburger Hafen und konnte 1946 nach Weste zurückgeholt werden.

## Kirchliche Organisation
Die Kapelle in Weste gehört neben St. Bartholomäus in Himbergen und der Kapelle in Groß Thondorf zur Kirchengemeinde Himbergen im Kirchenkreis Uelzen der Evangelisch-lutherischen Landeskirche Hannovers, die seit 2010 pfarramtlich mit der Kirchengemeinde Römstedt verbunden ist.